# Anna-Essinger-Gymnasium Ulm
Das Anna-Essinger-Gymnasium Ulm ist ein Ulmer Stadtgymnasium. Es gehört zum Bildungszentrum Kuhberg. Es ist eine Ganztagsschule, in der die Schüler bis mindestens 15.20 Uhr ihren Schultag verbringen können.

## Geschichte
Auf Initiative des Ulmer Gymnasiallehrers Bernhard Andelfinger und in Zusammenarbeit mit der Reformuniversität Ulm („1.Ulmer Modell“), der Stadt Ulm und dem Land Baden-Württemberg entstand 1968 eine Planungsgruppe, die 1970 zur Gründung des Gymnasiums „2.Ulmer Modell“ führte. Es war eine Modellschule mit wegweisenden pädagogischen Konzepten im Ganztagesbetrieb sowie einer intensiven Zusammenarbeit von Lehrern, Schülern und Eltern. Bald nach ihrer Gründung kooperierte sie mit einer Ulmer Realschule und bezog 1975 auf dem Kuhberg einen Neubau mit offener, moderner Architektur. 1991 wurde das Gymnasium in Anna-Essinger-Gymnasium umbenannt. Anna Essinger war eine deutsche Reformpädagogin, eine mutige Ulmer Humanistin, die 1879 in Ulm geboren wurde, 1933 mit Schülern nach England geflüchtete und 1960 dort starb.

## Profile der Schule
Das Anna-Essinger-Gymnasium ist ein allgemeinbildendes Ulmer Stadtgymnasium mit breitem Ganztagesangebot. Schülern mit ihren individuellen Talenten bietet es spezielle Profile auf dem Weg zum Abitur an:
- Naturwissenschaftliches Profil
- Sprachliches Profil
- Sportprofil
- IMP Profil

Das gewählte Profil wird am Ende der 7. Klasse gewählt und von der 8. bis zur 10. Klasse als Hauptfach vertieft, das Sportprofil wird mit der Sportklasse schon ab der 5. Klasse vorbereitet. Diese Sportklassen enden am Ende der 7. Klasse, wobei die meisten Schüler anschließend das Sportprofil wählen. Prinzipiell können andere Schüler im Sportprofil aufgenommen werden, sofern Leistung, Befähigung, Motivation und Aufnahmekapazität vorhanden sind.
Alle Profilfächer können nach der 10. Klasse als Schwerpunkt bis zum Abitur belegt werden – unabhängig vom vorher besuchten Profil. Die Profilfächer werden zu Beginn als Hauptfächer unterrichtet, in der Kursphase vor dem Abitur können sie als Kernfach gewählt werden.
Bilinguale Module ergänzen die Profile in den verschiedenen Jahrgängen.

## Auszeichnungen der Schule
- Gewinn des Theater Wettbewerbs "ImPuls" (2009)[2]
- Zertifizierung als Schule für Bewegung (Vgl. Homepage WSB)
- Vielfältige Teilnahme an Jugend trainiert für Olympia
- Jährliche Teilnahme an ´Jugend debattiert´ mit Verankerung im Lehrplan
- Teilnahme an Schüleruniversität, Jugend forscht, Schülerforschungszentrum

## Förderverein des Anna-Essinger-Gymnasiums
Es gibt einen Förderverein des Anna-Essinger-Gymnasiums. Er setzt sich für die Entwicklung der Schule ein und hilft durch Beiträge und Fördermittel.
Zudem hilft er ärmeren Familien finanziell, damit ihre Kinder auch bei Schulausflügen und Klassenfahrten teilnehmen können.

## Persönlichkeiten

### Ehemalige Schüler
- Martin Rivoir (* 1960), Politiker (SPD)
- Janine Berger (* 1996), Kunstturnerin
- Kristin Kögel (* 1999), Fußballspielerin (Bayer Leverkusen)[4]